# Pahute Mesa Airstrip
Pahute Mesa Airstrip (FAA LID: L23) är ett flygfält i Neveda National Security Site som ligger 50 km nordväst om Mercury, Nevada. Flygfältet är ägt av USA:s energidepartement och stängt för allmänheten.  
Flygfältet byggdes 1941 för att användas av US Army Air Corps vid nödsituationer precis som Groom Lake. Vid början av 1960-talet expanderades flygfältet för att användas för transport till Area 19 och Area 20 i Nevada National Security Site. Flygfältet är inte längre i bruk, dock finns både landningsbanan och byggnader kvar vid platsen.   